# Plan de formes
Le plan des formes est un des plans utilisés en architecture navale. Il sert à représenter les formes intérieures de la coque d'un bateau, en trois vues. Il inclut la coque elle-même ainsi que tous les volumes supplémentaires assurant l'étanchéité (pont principal, gaillard, éventuellement superstructure).
Il permet d'extraire les dimensions de la coque, les cotes, les caractéristiques hydrostatiques ; il sert également de base pour les documents suivants (plan d'ensemble, coupe au maître, devis de masse...) et a donc une grande importance contractuelle. Si certaines caractéristiques de masse y sont ajoutées, il peut résumer intégralement un projet.

## Description
Un plan de formes complet comprend trois parties :
- les coupes transversales montrant les sections à intervalles réguliers (habituellement 10 ou 20 coupes entre les perpendiculaires avant et arrière), ainsi que certaines sections intermédiaires dans les zones de forte courbure, par exemple au niveau de l'étrave et de la proue. Les sections sont numérotées, parfois avec l'abréviation st.X (où X est le numéro de section), st venant de l'anglais station. Les sections sont représentées de part et d'autre de l'axe vertical, souvent avec  la poupe à gauche et l'étrave à droite[réf. souhaitée]. On utilise également le nom « couples de tracé » pour les sections, et « le vertical » pour cette vue.
- les coupes longitudinales qui sont la vue « de profil » du navire, donnant une idée de sa silhouette générale et de ses extrémités. Les coupes sont numérotées lv.X (pour « longitudinale verticale ») ou bt.X (de l'anglais buttock).
- les coupes horizontales ou lignes d'eau montrent la forme du flotteur vu haut. Elles sont numérotées XH ou wl.X (de l'anglais waterline) ; la coupe 10H est la ligne de flottaison.

Dans de nombreux cas, notamment pour les navires de charge ayant une grande section parallèle au milieu, le plan de formes peut se résumer aux coupes transversales auxquelles s'ajoutent une vue de profil de l'étrave et l'étambot. Pour un voilier ou un chalutier aux formes plus complexes, les trois vues sont nécessaires.

## Exemple

Plan de formes d'un cargo type BSRA

Le schéma ci-joint représente une coupe transversale d'un navire cargo, s'inspirant du plan de formes « de base » des séries BSRA des années 60. Chaque section est numérotée : un navire est typiquement divisé en 10 ou 20 sections depuis la perpendiculaire arrière jusqu'à la perpendiculaire avant. Le plan de formes représente chaque section ainsi que les sections intermédiaires dans les zones de forte courbure (en général à l'avant et à l'arrière).